# Harry Potter e l'Ordine della Fenice (colonna sonora)
Harry Potter e l'Ordine della Fenice (Harry Potter and the Order of the Phoenix: Original Motion Picture Soundtrack) è la colonna sonora dell'omonimo film diretto da David Yates e uscito nelle sale cinematografiche l'11 luglio 2007.
Il compositore è Nicholas Hooper, musicista con esperienze più televisive che cinematografiche; il suo ruolo è stato confermato anche per il successivo capitolo della saga, Harry Potter e il principe mezzosangue, anch'esso diretto da David Yates.

## Tracce
1. Fireworks – 1:45
2. Professor Umbridge – 2:32
3. Another Story – 2:37
4. Dementors in the Underpass – 1:43
5. Dumbledore's Army – 2:40
6. Hall of Prophecy – 4:25
7. Possession – 3:18
8. The Room of Requirement – 6:07
9. The Kiss – 1:56
10. A Journey to Hogwarts – 2:52
11. The Sirius Deception – 2:34
12. Death of Sirius – 3:56
13. Umbridge Spoils a Beautiful Morning – 2:38
14. Darkness takes Over – 2:57
15. The Ministry of Magic – 2:47
16. The Sacking of Trelawney – 2:13
17. Flight of the Order of the Phoenix – 1:31
18. Loved Ones and Leaving – 3:15

## Classifiche
| Classifica                   | Posizione |
| ---------------------------- | --------- |
| Stati Uniti                  | 43        |
| Stati Uniti (colonne sonore) | 5         |